# Препятствие на пътя
Препятствие на пътя е кеч WWE Network-pay-per-view (PPV) турнир, продуциран от WWE. Името му е във връзка с позицията му към „Пътят към КечМания“
Първото събитие се провежда на 12 март 2016 в Ricoh Coliseum в Торонто, Онтарио, Канада. Девет мача (включително два тъмни мача) се провеждат по време на събитието. В главния мач Трите Хикса побеждава Дийн Амброуз и запазва своята Световна титла в тежка категория на WWE.
През юли 2016 е обявено провеждане на второ събитие на 18 декември 2016 в PPG Paints Arena в Питсбърг, Пенсилвания като pay-per-view турнир на Първична сила, докато МСС: Маси, стълби и столове е турнир на Разбиване.

## Дати и места
|  | Турнир на Първична сила |

| Име                               | Дата             | Град                     | Място            | Главен мач                      |
| --------------------------------- | ---------------- | ------------------------ | ---------------- | ------------------------------- |
| Препятствие на пътя (март 2016)   | 12 март 2016     | Торонто, Онтарио, Канада | Ricoh Coliseum   | Трите Хикса срещу Дийн Амброуз2 |
| Препятствие на пътя: Прекратяване | 18 декември 2016 | Питсбърг, Пенсилвания    | PPG Paints Arena | Кевин Оуенс срещу Роуман Рейнс2 |

Мач за:

↑1 – Световната титла в тежка категория на WWE;

↑2 – Универсалната титла на WWE